# Adriaan Koerbagh
Adriaan Koerbagh (* 1633 in Amsterdam; † Oktober 1669 in Amsterdam; Pseudonym Vreederijk Waarmond) war ein niederländischer Kritiker von Religion und Moral.

## Leben
Koerbagh studierte in Utrecht und Leiden. Er schloss als Doktor der Medizin ab und besaß überdies einen Abschluss der Rechtswissenschaft. Er galt als einer der konsequentesten Vertreter der Aufklärung, indem er Kirche und Staat als unzuverlässige Institutionen ablehnte. Die Fachsprache der Theologen und Juristen kritisierte er als Mittel, um die Menschen zu verblenden und dadurch ihren Machterhalt zu ermöglichen. Indem Koerbagh die Vernunft vor Dogmen stellt, kann er als Freidenker bezeichnet werden. Nicht Theologie, sondern Naturwissenschaft ist die wahre Wissenschaft. Auch bezeichnete er die Bibel als Menschenwerk, während Gott wie bei Baruch Spinoza in Wahrheit mit der Natur gleichzusetzen ist. Religion ist irrational und setzt Gewalt zum Machterhalt ein. Diese Aussage Koerbaghs musste er später am eigenen Leib spüren, als er von der Kirche verfolgt ins autonome Culemborg und schließlich nach Leiden fliehen musste. Er galt als scharfer Kritiker der Niederländisch-reformierten Kirche. Von seinem Drucker verraten, wurde Koerbagh schließlich zu zehn Jahren Haft verurteilt, starb jedoch unter den Bedingungen bereits nach einem Jahr. Koerbaghs Kritik an Kirche und Staat war somit in einer Weise angebracht, dass sie ihn am Ende das Leben kostete.

## Werk (Auswahl)
- t Nieuw Woorden-Boeck der Regten (1664)
- Een Bloemhof van allerley lieflijkheyd (1668)
- Een Ligt schynende in duystere plaatsen, om te verligten de voornaamste saaken der Godsgeleerdtheyd en Godsdienst